# Seemannsclub Oase

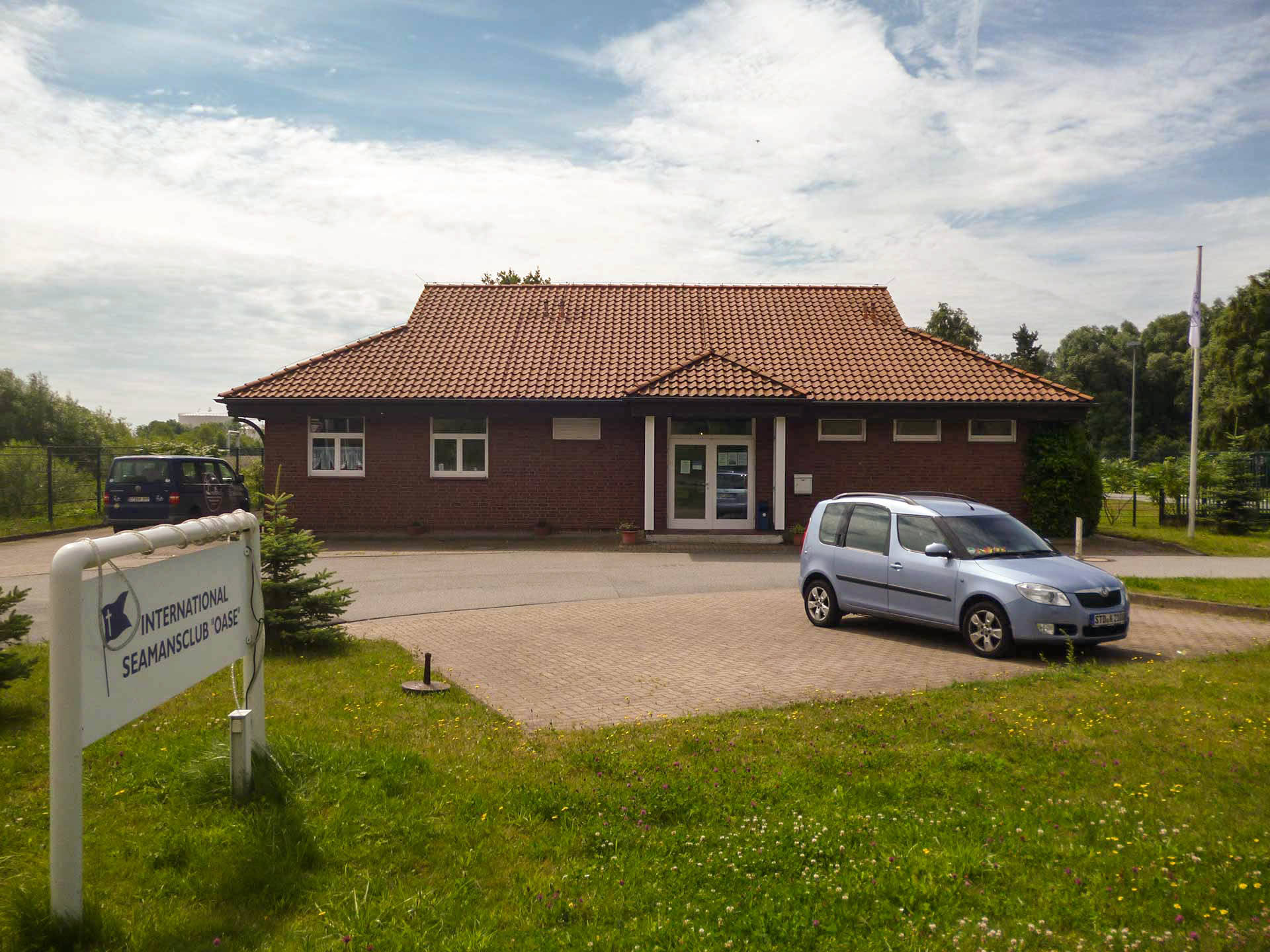
Seemannsclub Oase in Stade-Bützfleth

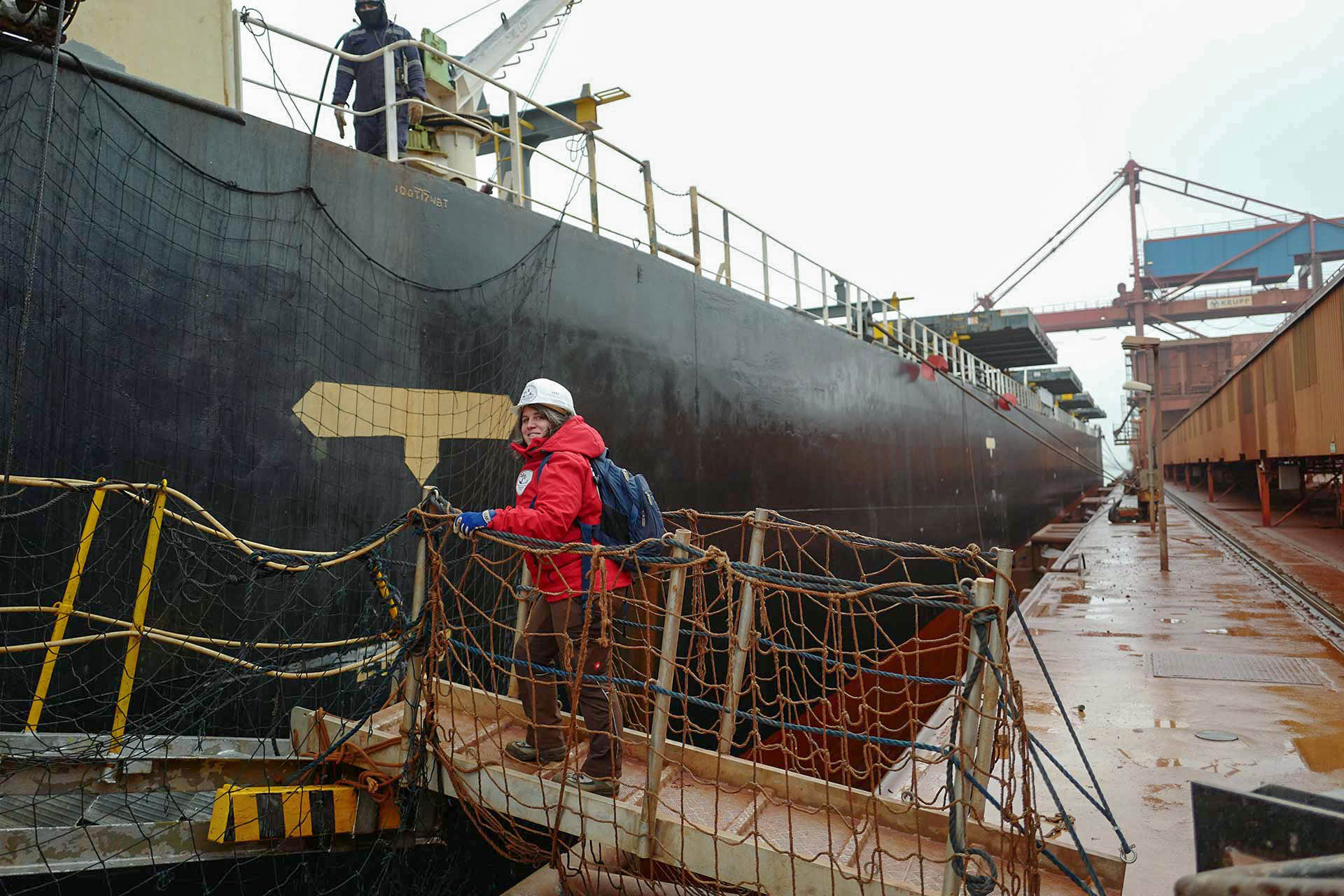
Bordbesuch

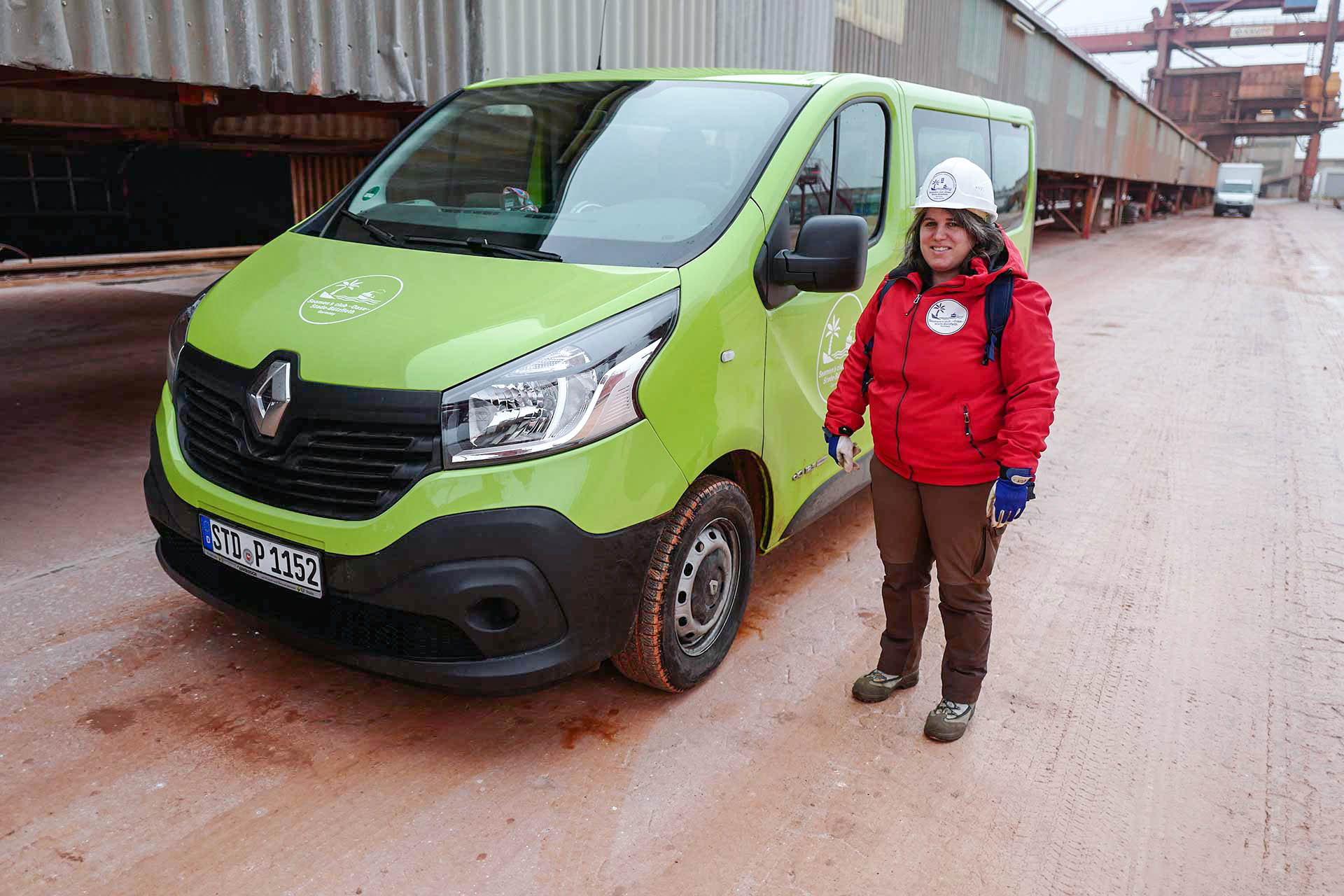
Shuttleservice

Der Seemannsclub Oase wird betrieben von der Deutsche Seemannsmission Hannover e. V. und ist damit Mitglied in der Deutschen Seemannsmission. Er befindet sich in Bützfleth nahe der Hansestadt Stade an der Unterelbe, der Kreisstadt des gleichnamigen Landkreises in Niedersachsen.
Die Station versteht sich als internationale Begegnungsstätte und begrüßt neben Seefahrern auch Kraftfahrer aus aller Welt. Der Club finanziert sich im Wesentlichen aus Spenden, Kollekten der Kirchengemeinden, freiwilligen Schiffsabgaben der Hafenbetriebe und Beiträgen der Evangelisch-Lutherischen Kirche. Die Oase heißt das ganze Jahr über um die 5500 Seeleute, LKW-Fahrer und Gäste aus der Umgebung willkommen.

## Geschichte
Die Station in Stade-Bützfleth der Deutschen Seemannsmission wurde am 4. Oktober 1986 eröffnet. Zu Beginn befand sich der Seemannsclub in einer Baracke direkt am Deich, doch im Jahre 1995 wurde der sehr viel größere Neubau am jetzigen Standort bezogen. Dieser ist von den Liegeplätzen der Seeschiffe zu Fuß zu erreichen.

## Vereinsarbeit
Die Arbeit im Club wird von 14 hauptamtlichen und ehrenamtlichen Mitarbeitern geleistet. Für den Transfer der Seeleute von und zum Hafen und zum nahegelegenen Supermarkt und in die nähere Umgebung wird ein Bus-Shuttle angeboten. Wie in jeder Seemannsmission sind wegen der immer kürzer werdenden Liegezeiten Bordbesuche sehr wichtig, bei denen die Mitarbeiter viele für die Seeleute wichtigen Dinge im Gepäck haben, insbesondere SIM-Karten. Sollten Seeleute in das Krankenhaus Stade müssen, übernehmen die Mitarbeiter der Seemannsmission Krankenbesuche und seelsorgerische Unterstützung. In Kooperation mit Kirchengemeinden der Region werden gemeinsame Seefahrtsgottesdienste gefeiert. Es werden auch FSJ- oder BufDi-Stellen besetzt. Ein wichtiges und beliebtes Teammitglied ist der Australian Shepherd Nala. Nala leistet allen Besuchern gerne Gesellschaft.
Wie viele Seemannsmissionen betreibt auch der Seemannsclub Oase eine kleine Second-Hand-Kleider-Ecke mit Kleiderspenden, die kostenlos an die Seeleute weitergegeben werden. Besonders benötigt werden Kleidungsstücke für Herren in kleinen bis mittleren Größen.

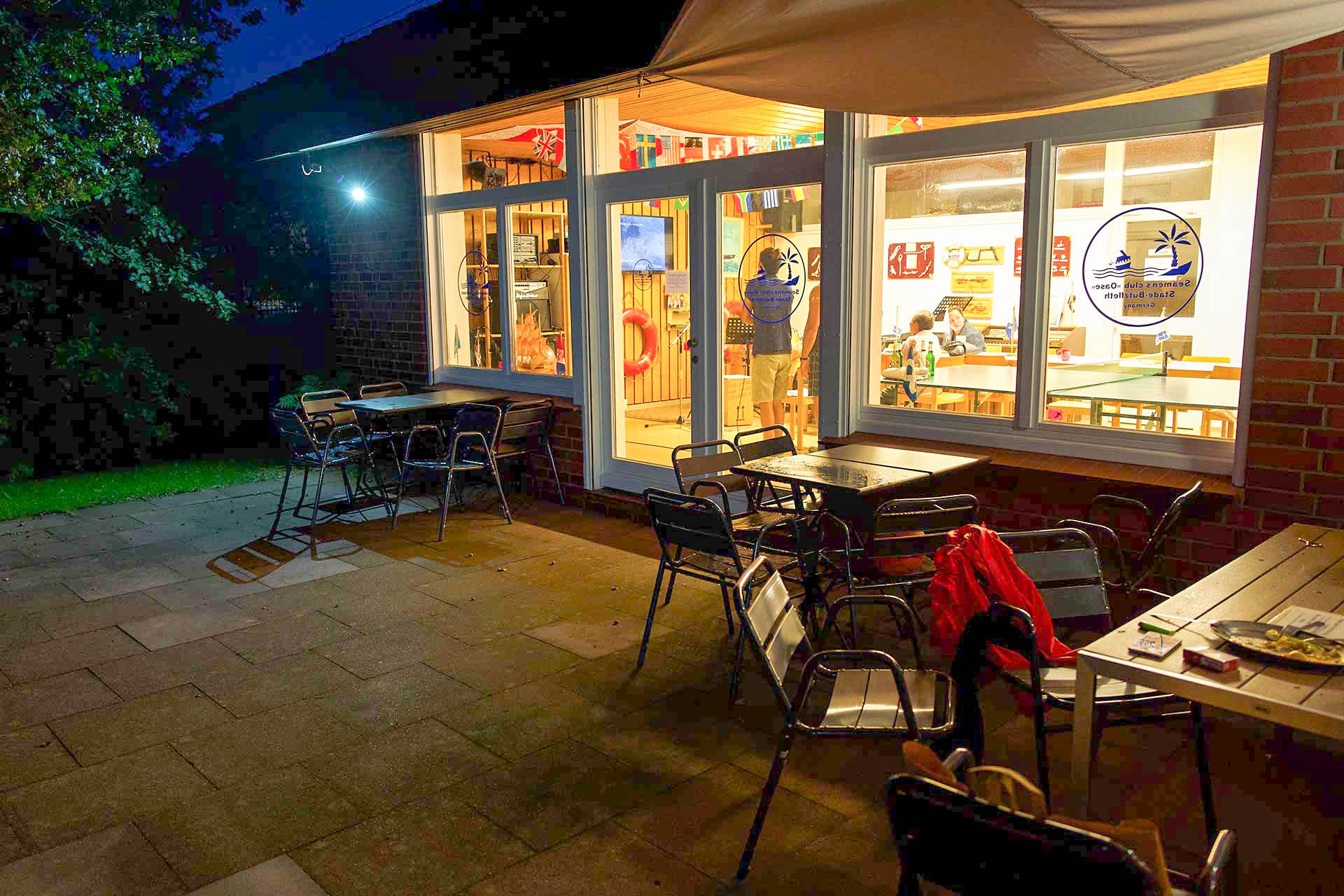
Terrasse
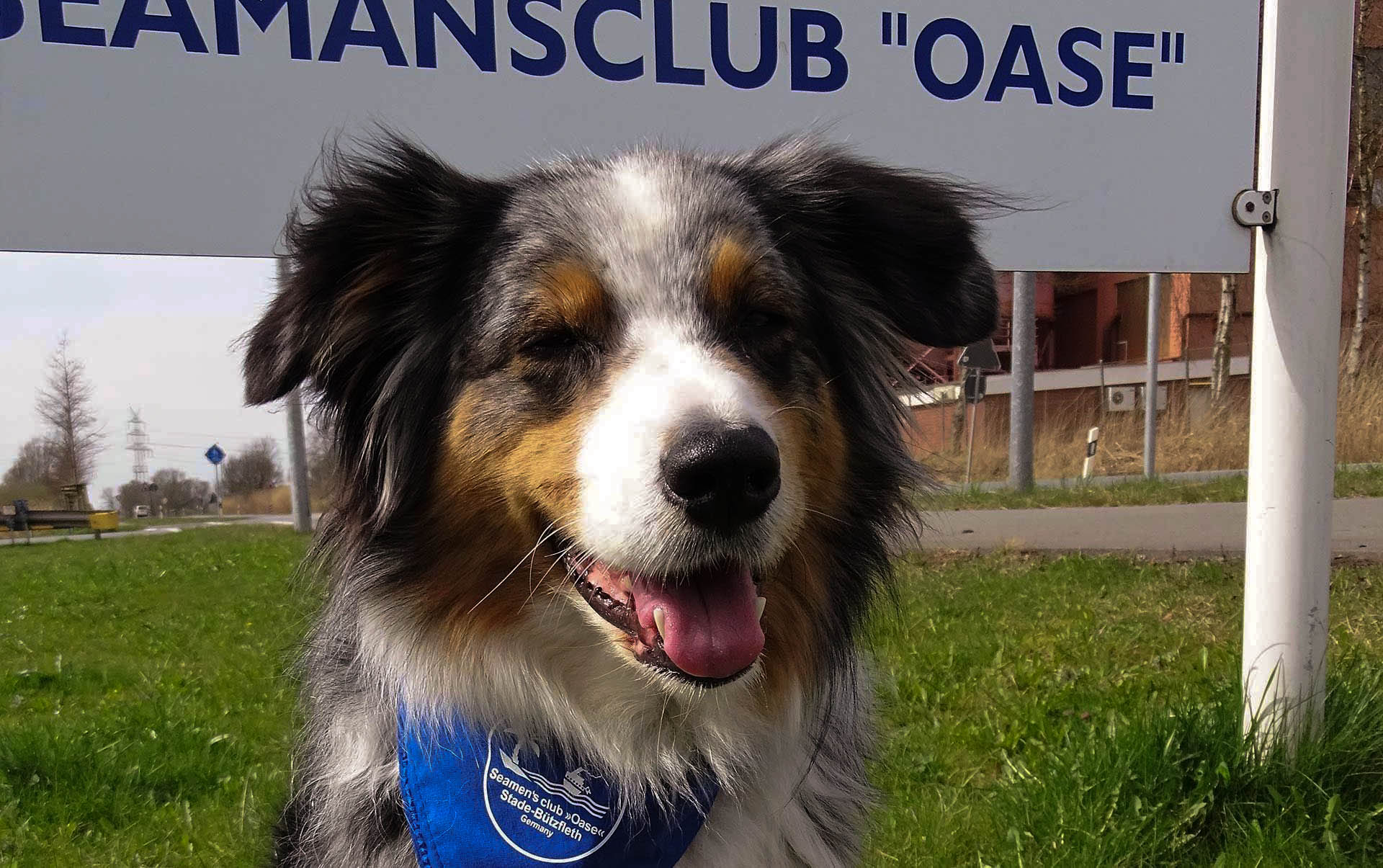
Teammitglied Nala
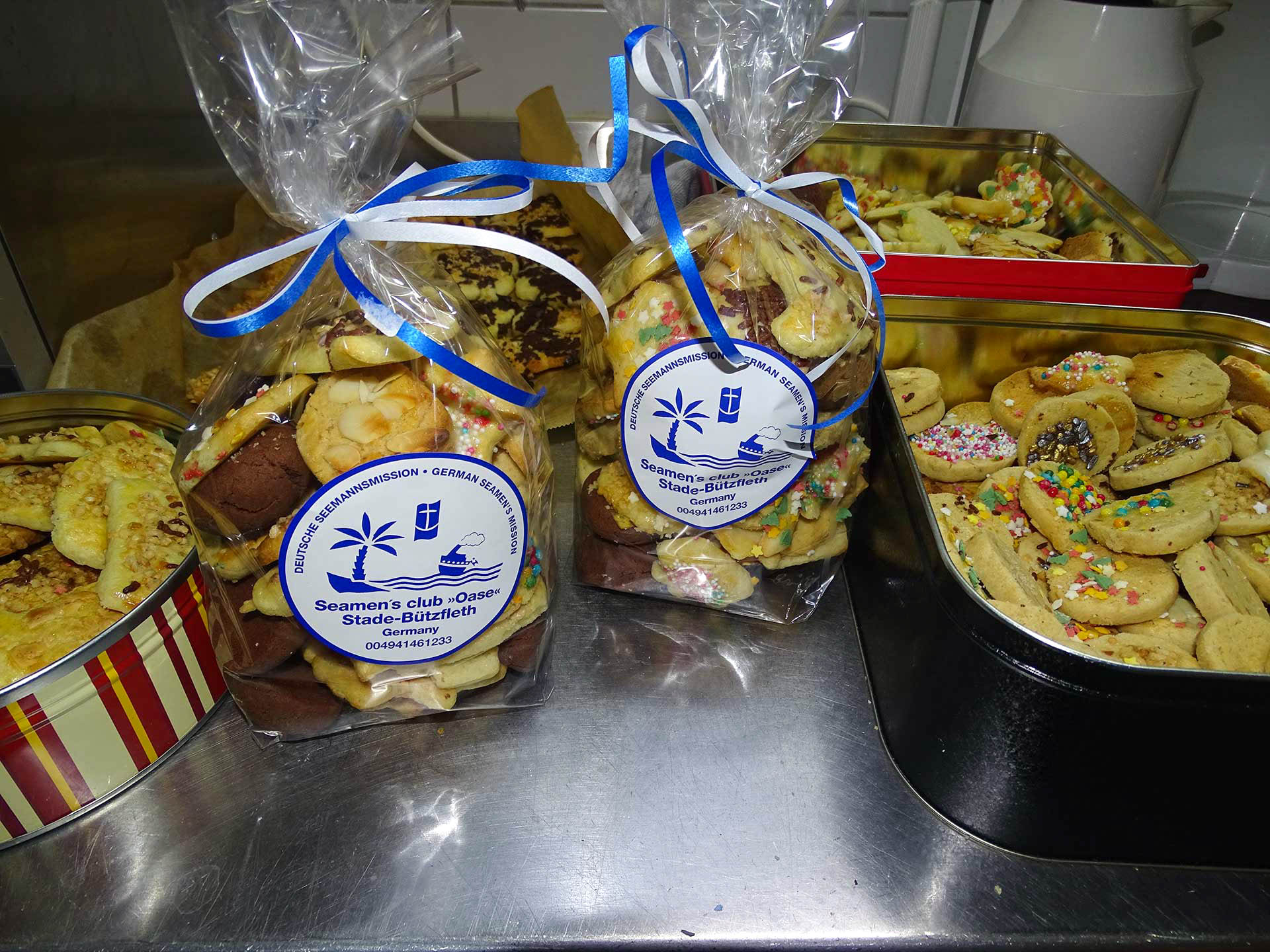
Weihnachtsgeschenke
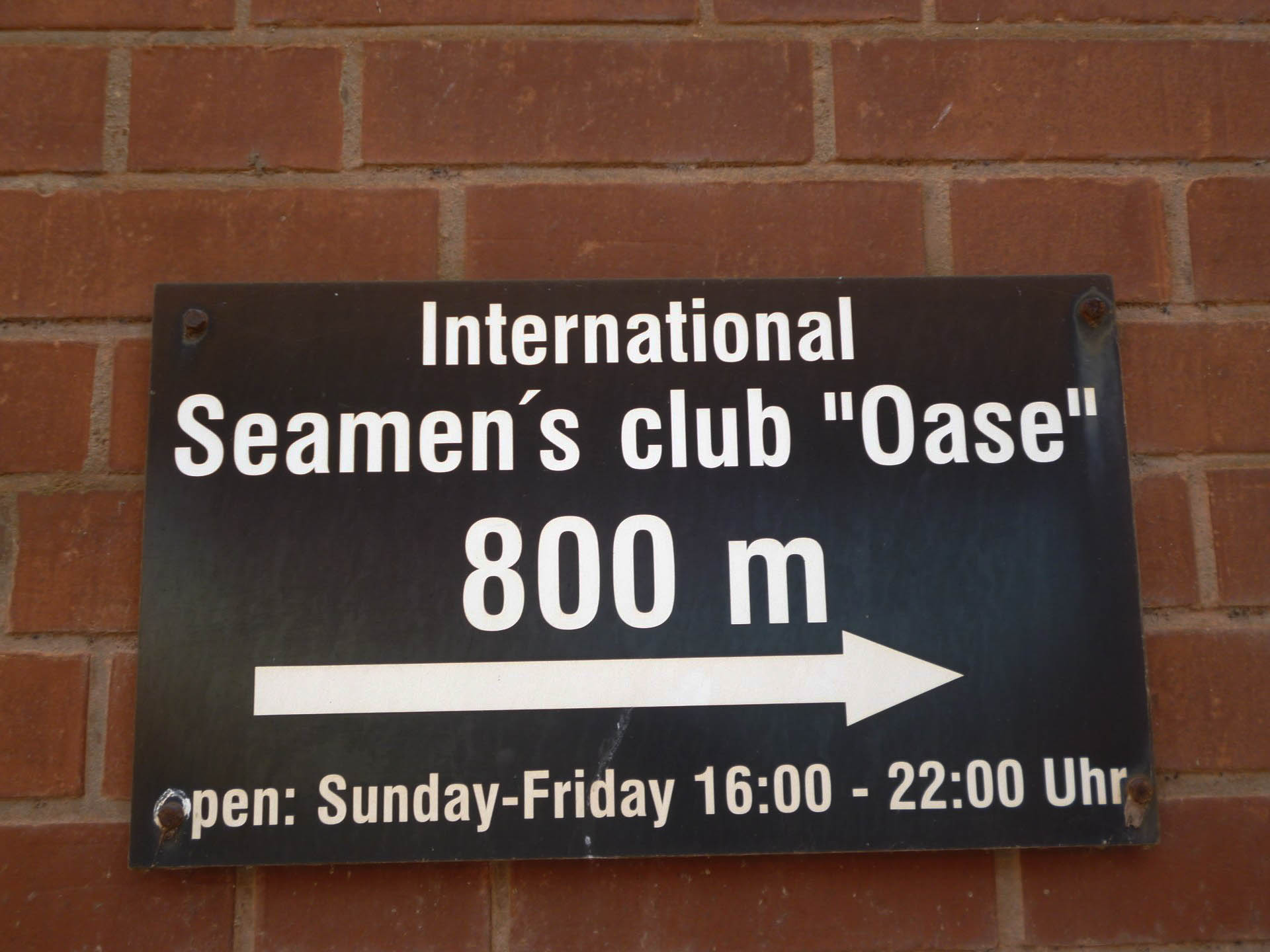
Wegweiser

## Ausstattung
In dem rund 220 m² großen Clubgebäude befinden sich Sitzecken, Tischtennisplatte, Billard, Musikinstrumente, Tischkicker, Dart und eine Karaokeanlage. Für den Kontakt nach Hause können Seeleute ein freies W-LAN in allen Räumen nutzen, im ständig zugänglichen Eingangsbereich auch außerhalb der Öffnungszeiten. Ein kleiner Shop bietet Dinge des täglichen Bedarfs wie SIM-Karten, Hygieneartikel, Getränke und Snacks für den Aufenthalt im Club. Ein Außensportplatz für Basketball sowie eine Terrasse ergänzen die Ausstattung.

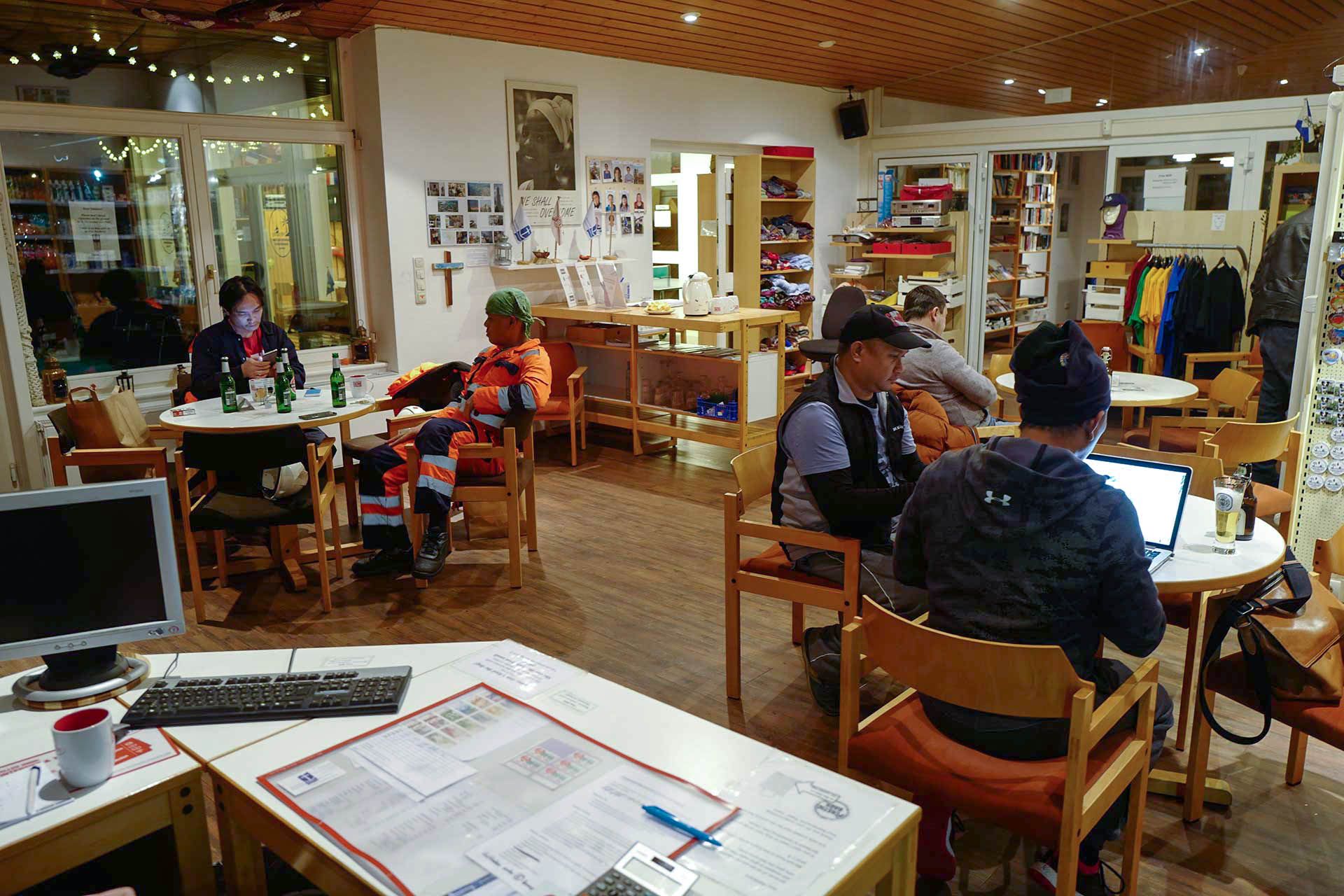
Clubraum
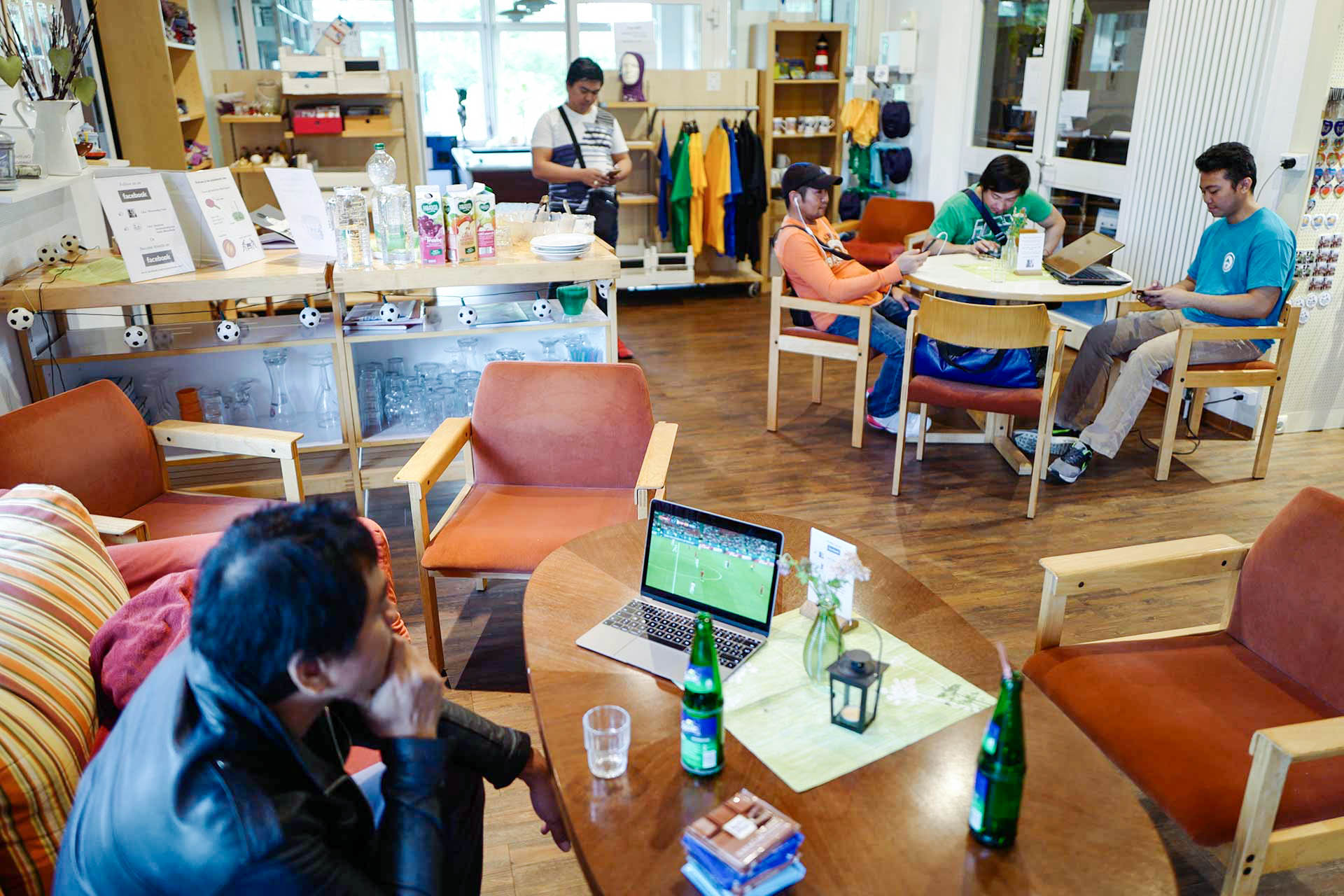
Clubraum
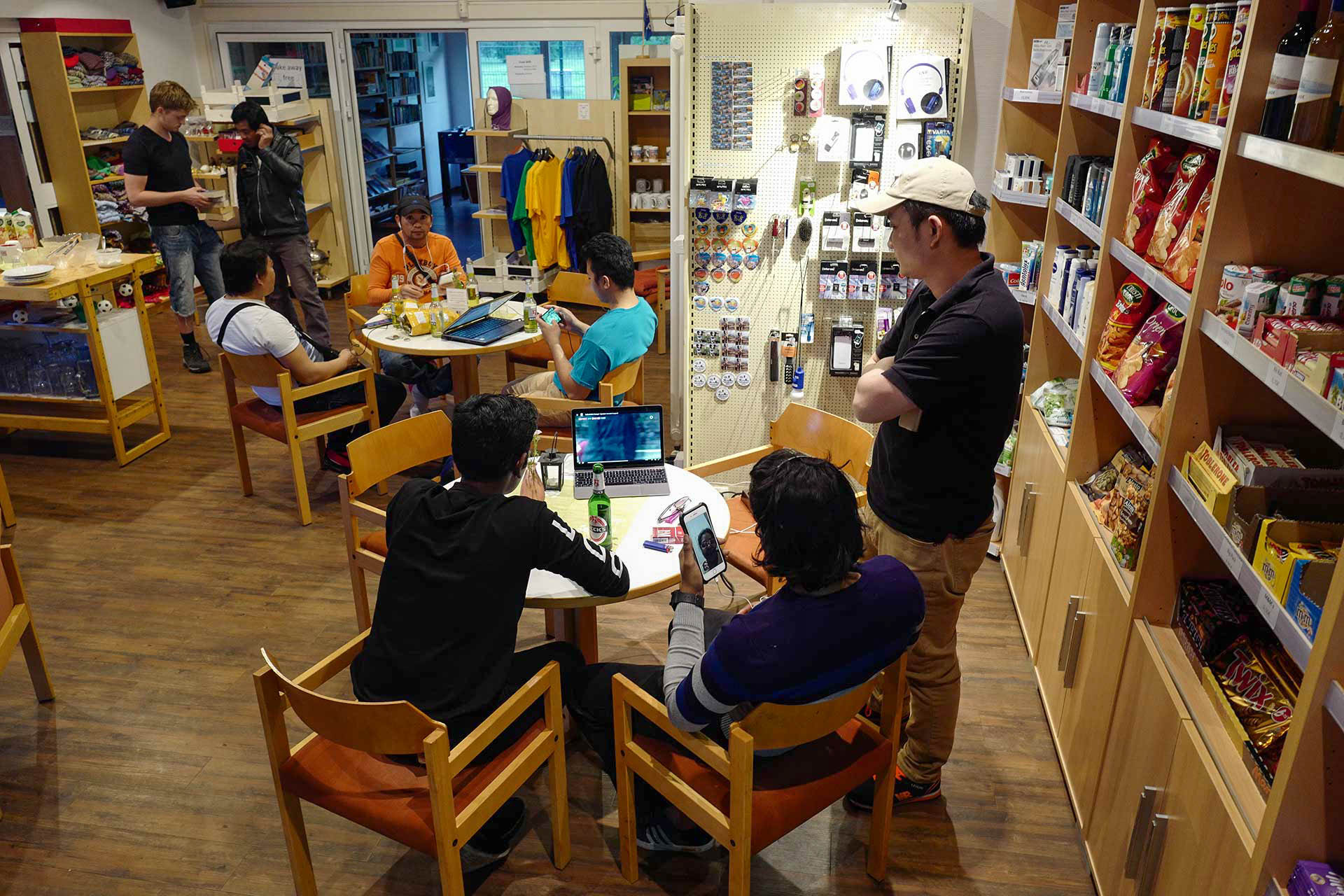
Clubraum
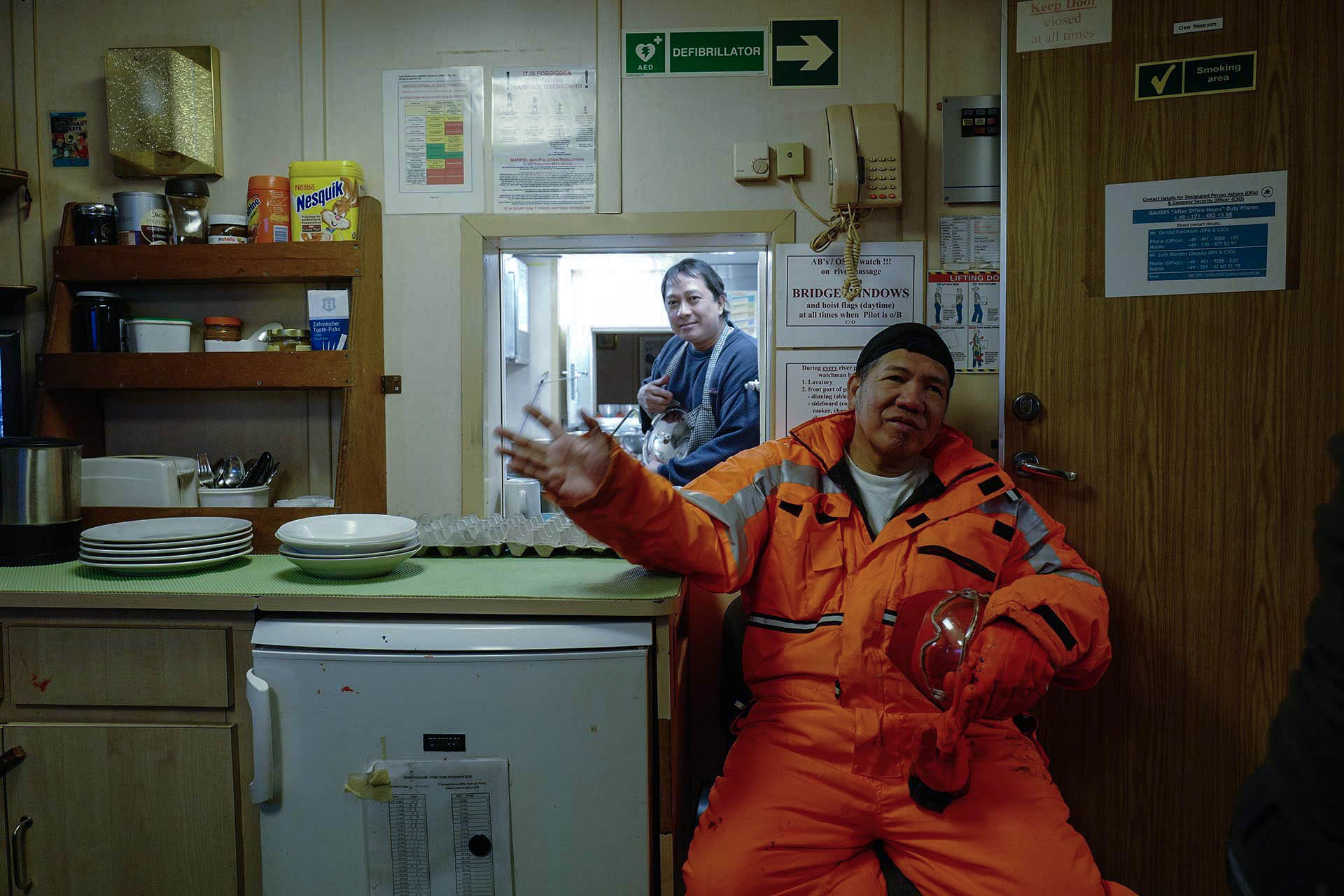
Bordbesuch
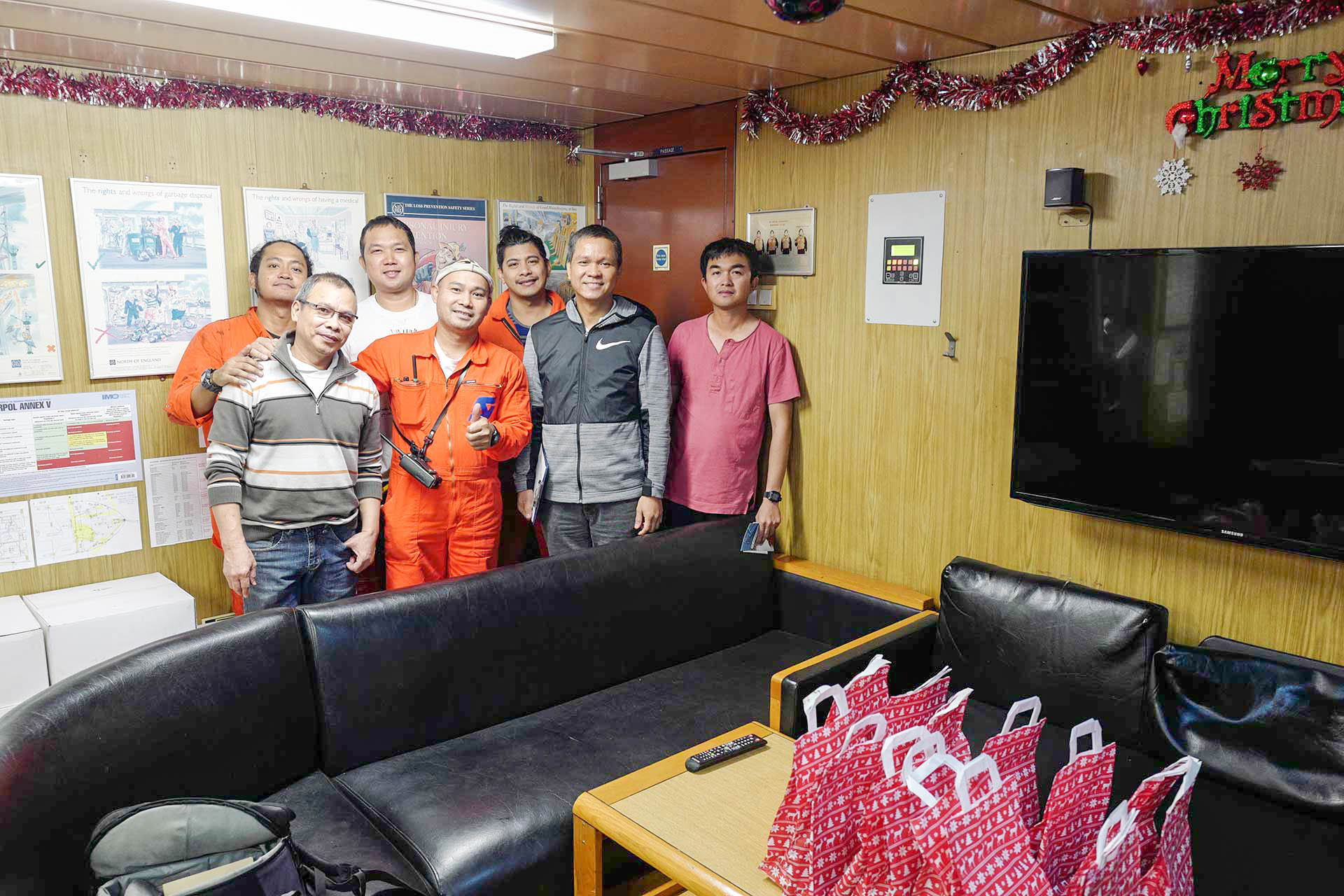
Bordbesuch